# Ignavia venusta
Ignavia venusta är en plattmaskart. Ignavia venusta ingår i släktet Ignavia och familjen Echinostomatidae. Inga underarter finns listade i Catalogue of Life.